# Gorillaz
Gorillaz är ett brittiskt musikprojekt som skapades 1998 av Damon Albarn och Jamie Hewlett. Gruppen har fyra fiktiva animerade medlemmar, Murdoc, 2D, Russel och Noodle. Musiken skapas i samarbete med flera olika musiker.
Gruppens debutalbum, Gorillaz från 2001, sålde i över sju miljoner exemplar och nominerades till Mercury Music Prize, nomineringen drogs dock tillbaka på bandets begäran. Bandets första singel, "Clint Eastwood", släpptes den 5 mars 2001. Senare samma månad släpptes deras första fullängdsalbum. Det självbetitlade Gorillaz producerar fyra singlar: "Clint Eastwood", "19-2000", "Tomorrow Comes Today" och "Rock the House". "19-2000 (Soulchild Remix)" blev populär efter att ha förekommit i både en Ice Breakers-reklam, liksom i EA Sports FIFA Football 2002. Uppföljaren Demon Days gavs ut 2005 och nominerades till fem Grammys varav man tilldelades en, i kategorin Best Pop Collaboration with Vocals. Den 8 mars 2010 släppte bandet sitt tredje album Plastic Beach i Europa. De släppte även ett fjärde album The Fall som spelades in under deras USA-turné med Plastic Beach med en ipad. Efter första albumet släppes även albumet Space Monkeyz med reggaeversioner av deras första album, samt en G-Sides-platta. Efter Demon Days släppte de D-Sides.
År 2014 sålde de albumet "Apez in Suitz" med en av de kända låtarna "last drink ever" och "D2 Dark"
Gorillaz sålde totalt 15 miljoner album med Gorillaz och Demon Days. I Guinness rekordbok är Gorillaz med som Mest framgångsrika virtuella band. De har även samarbetat med en rad olika musiker som Paul Simonon, Mick Jones, Lou Reed, Little Dragon, De La Soul, Mos Def, Hypnotic Brass Ensemble, Neneh Cherry, Bobby Womack, André 3000, LCD Soundsystem, Snoop Dogg, Deltron 3030, Ike Turner, Shaun Ryder, Gruff Rhys, Kano, Roots Manuva, D12, MF DOOM och nu i sin senaste singel även Jack Black.

## Diskografi

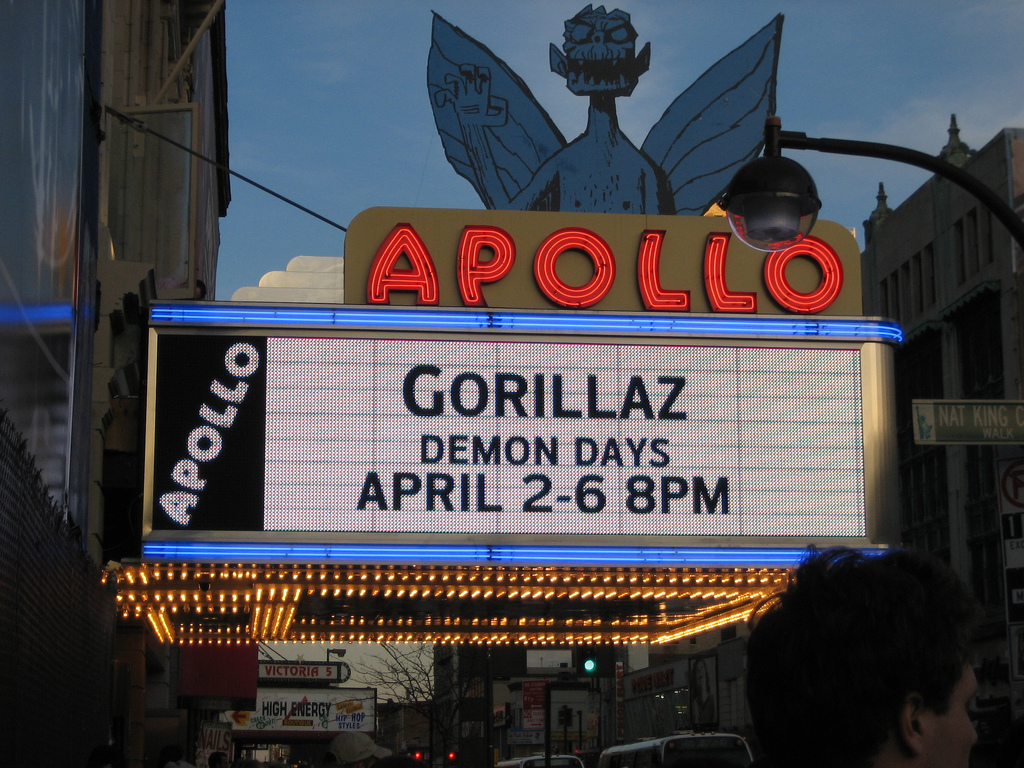
Apollo Marquee 2006.

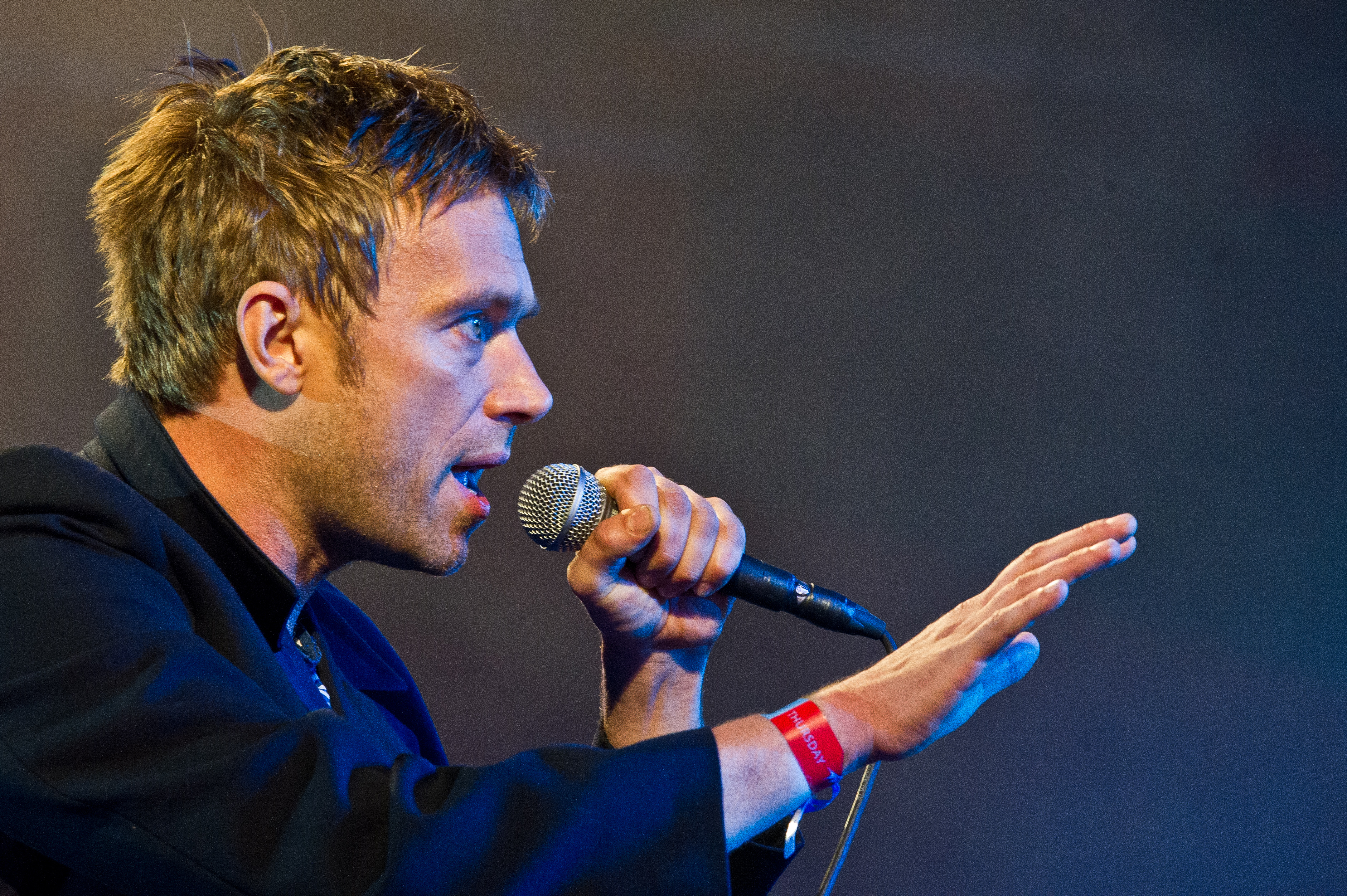
Damon Albarn live med Gorillaz under Roskilde Festivalen 2010.

### Studioalbum
- 2001 – Gorillaz
- 2005 – Demon Days
- 2010 – Plastic Beach
- 2010 – The Fall
- 2017 – Humanz
- 2018 – The Now Now
- 2020 – Song Machine, Season One: Strange Timez
- 2023 – Cracker Island

### Samlingsalbum
- 2002 – Laika Come Home (remixer på Gorillaz låtar framförda av Spacemonkeyz)
- 2004 – G-Sides
- 2007 – D-Sides
- 2011 – The Singles Collection: 2001-2011

### Singlar
- 2001 – "Tomorrow Comes Today"
- 2001 – "Clint Eastwood (låt)"
- 2001 – "19-2000"
- 2001 – "Rock the House"
- 2001 – "911 (sång av Gorillaz)"
- 2005 – "Feel Good Inc."
- 2005 – "DARE"
- 2005 – "Dirty Harry"
- 2006 – "Kids With Guns/El Mañana"
- 2010 – "Stylo Feat. Mos Def & Bobby Womack."
- 2011 – "Revolving Doors/Amarillo"
- 2012 – "DoYaThing"
- 2017 – "Saturnz Barz" (med Popcaan)
- 2020 – "Momentary Bliss" (med slowthai och Slaves)